# Oscar 1931
A 3ª cerimônia do Oscar ocorreu em 5 de novembro de 1930, em Los Angeles, nos Estados Unidos. A cerimônia, oferecida  pela Academia de Artes e Ciências Cinematográficas, premiou os filmes produzidos e exibidos entre 1 de agosto de 1929 e 31 de julho de 1930, e teve como apresentador Conrad Nagel.
O drama All Quiet on the Western Front foi premiado na categoria mais importante: melhor filme.

## Vencedores e indicados
| Melhor Filme - All Quiet on the Western Front - The Big House - Disraeli - The Divorcee - The Love Parade | Melhor Diretor - Lewis Milestone – All Quiet on the Western Front - Clarence Brown – Anna Christie - Clarence Brown – Romance - Robert Z. Leonard – The Divorcee - Ernst Lubitsch – The Love Parade - King Vidor – Hallelujah!                      |
| Melhor Ator/Actor (Principal) - George Arliss – Disraeli - George Arliss – The Green Goddess - Wallace Beery – The Big House - Maurice Chevalier – The Big Pond e The Love Parade - Ronald Colman – Bulldog Drummond e Condemned - Lawrence Tibbett – The Rogue Song | Melhor Atriz/Actriz (Principal) - Norma Shearer – The Divorcee - Nancy Carroll – The Devil's Holiday - Ruth Chatterton – Sarah and Son - Greta Garbo – Anna Christie e Romance - Norma Shearer – Their Own Desire - Gloria Swanson – The Trespasser |
| Melhor História - The Big House - All Quiet on the Western Front - Disraeli - The Divorcee - Street of Chance | Melhor Mixagem/mistura de Som - The Big House - The Case of Sergeant Grischa - The Love Parade - Raffles - Song of the Flame |
| Melhor Direção de Arte - The King of Jazz - Bulldog Drummond - The Love Parade - Sally - The Vagabond King | Melhor Cinematografia/Fotografia - With Byrd at the South Pole - All Quiet on the Western Front - Anna Christie - Hell's Angels - The Love Parade                                                                                                   |

### Múltiplas indicações
- 6 indicações: The Love Parade
- 4 indicações: All Quiet on the Western Front, The Big House e The Divorcee
- 3 indicações: Disraeli e Anna Christie
- 2 indicações: Bulldog Drummond e Romance